# Pippa Passes (Kentucky)
Pippa Passes è un comune degli Stati Uniti d'America, situato nello Stato del Kentucky, nella Contea di Knott.